# Győr, Moson és Pozsony
Győr, Moson és Pozsony est un ancien comitat de Hongrie créée lors des arbitrages de Vienne.